# Chevrolet Monza

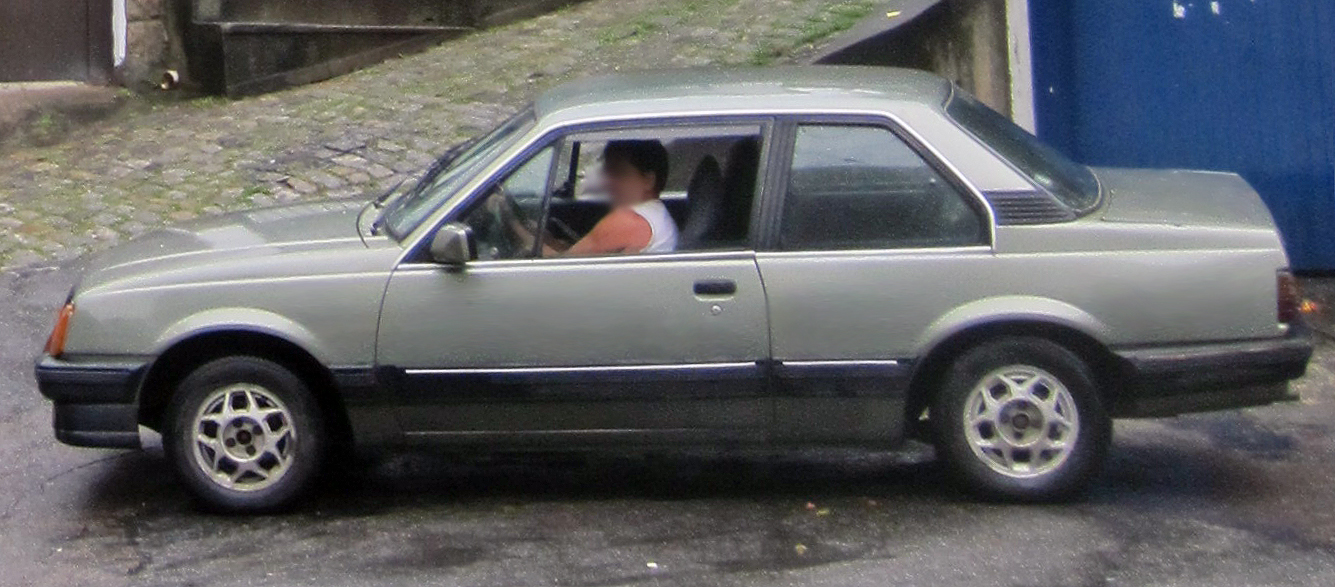

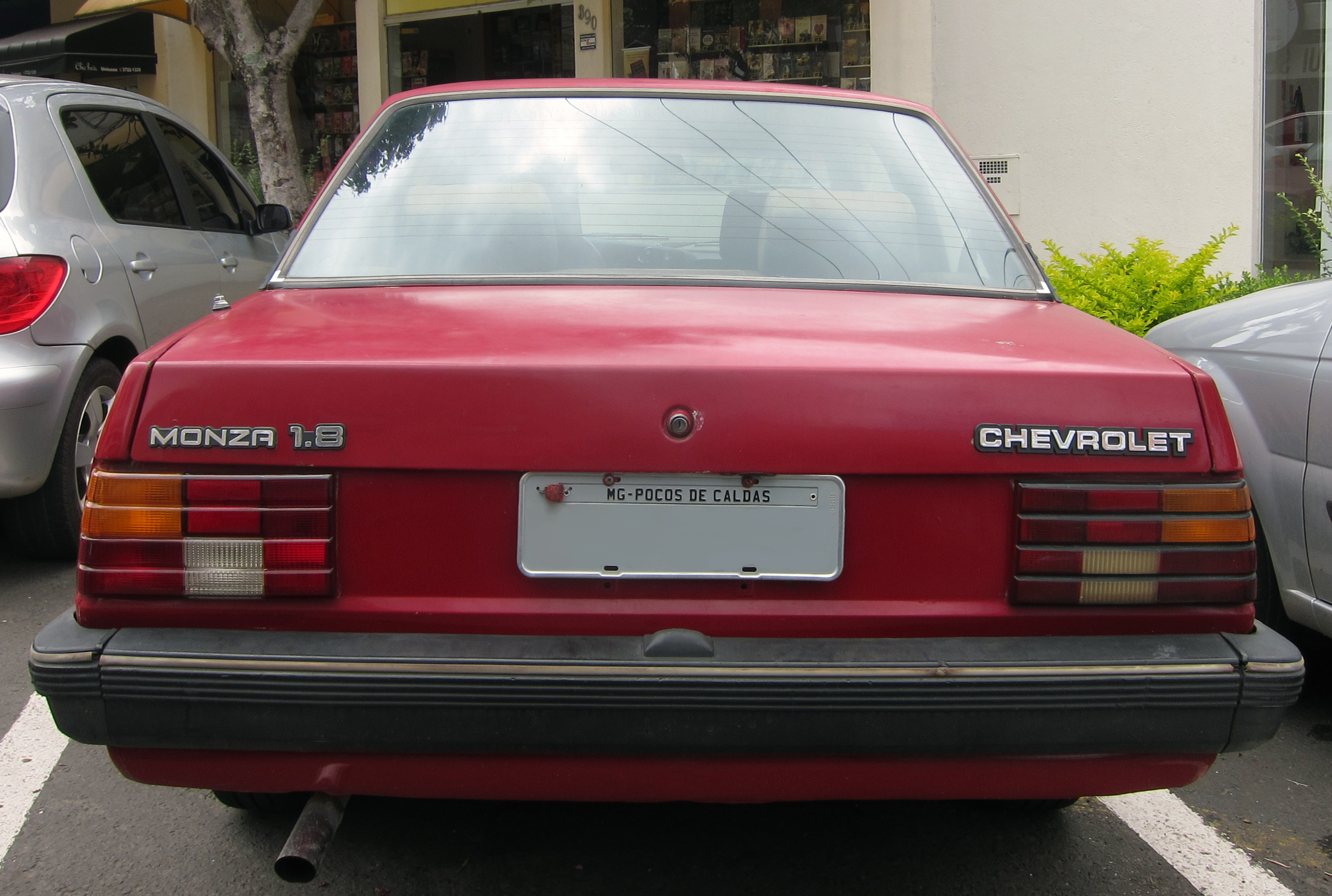

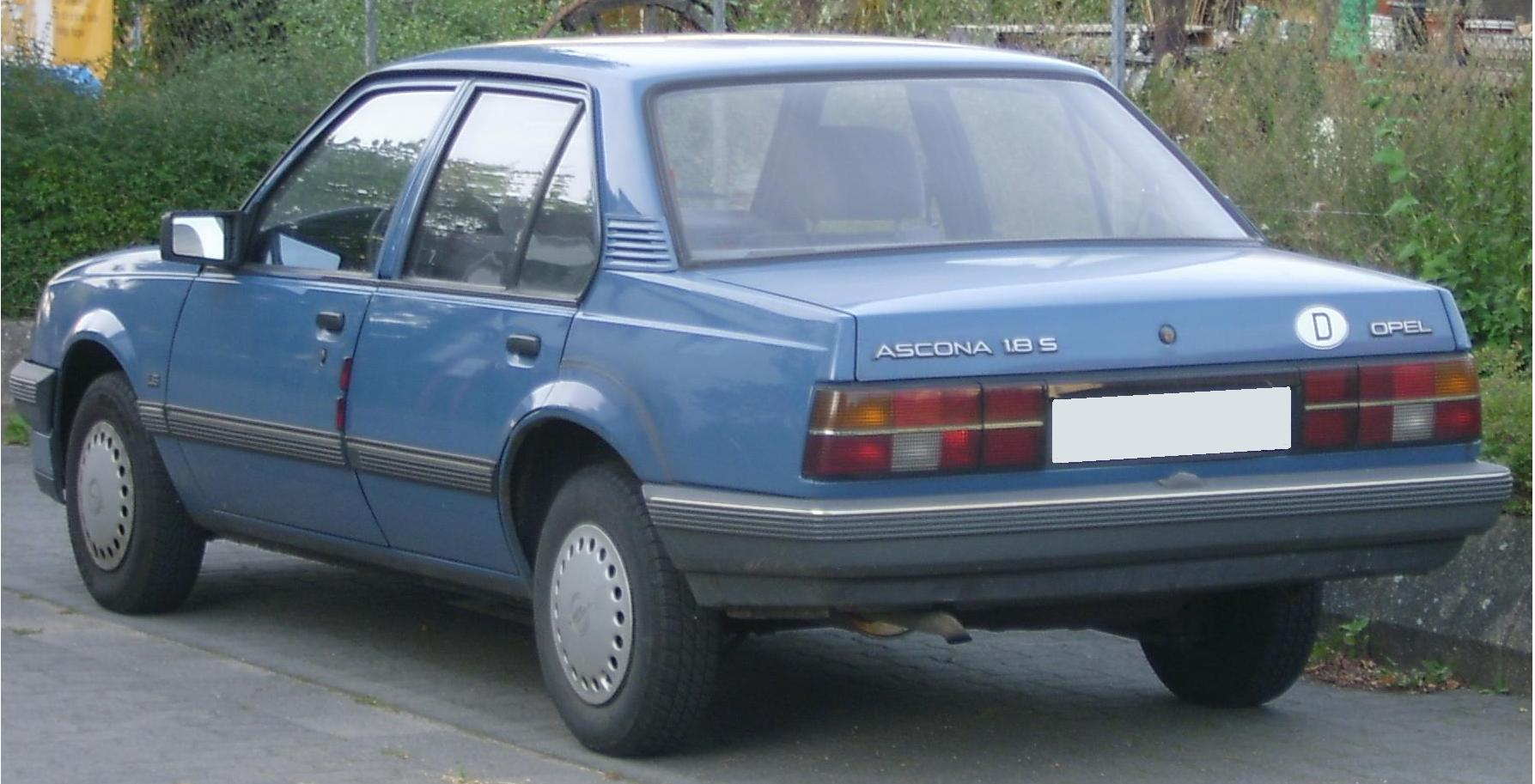
Opel Ascona

Chevrolet Monza é um automóvel que foi fabricado pela General Motors a partir de 1982 no Brasil, derivado do Opel Ascona alemão. Durante três anos consecutivos (1984, 1985 e 1986), foi o carro mais vendido no país. Foi eleito pela Revista Autoesporte o Carro do Ano de 1983, 1987 e 1988. Sua produção foi encerrada em 1996, totalizando 857 810 vendas.

## Breve histórico
Lançado em abril de 1982, inicialmente na versão Hatchback 3 portas (fabricada até 1988) com motor transversal 1.6, logo depois no mesmo ano ganhou opção de motor 1.8 devido as criticas com relação à performance modesta. Em 1983 ganhou as versões Sedan 4 portas e Sedan de 2 portas, sendo essa última a mais vendida, embora ela tenha sido retirada de produção em 1995. Teve  a versão esportiva S/R baseada na carroceria hatchback, produzida até meados de 1988.
Em 1987, a versão Classic, lançada no ano anterior, inaugura o uso do motor 2.0 litros. Em 1989 inaugura-se a era da injeção eletrônica com o modelo 500 EF em homenagem a Emerson Fittipaldi, apesar deste sistema Le-Jetronic da Bosch ser ainda analógico, elevando sua potência para 116 CV.
Em 1991 recebeu uma reestilização externa, mantendo porém basicamente o mesmo painel desde o lançamento até o final da produção ao mesmo tempo que se iniciava a era da injeção eletrônica digital com o sistema Multec - 700, com o porém deste contar somente com um eletro-injetor para os 4 cilindros (Monoponto).
Em 1994 foi lançada a versão Hi-Tech, de apenas 500 unidades, que incluía itens como painel digital e freios ABS de série.
A produção total foi de 857.810 unidades.
Conviveu pacificamente com o Chevrolet Vectra de primeira geração, desde o lançamento deste em 1993 até Abril de 1996, quando o Vectra de segunda geração no Brasil foi lançado, obrigando a aposentadoria definitiva do Monza em Setembro do mesmo ano.
Outros nomes do Chevrolet Monza em outros países e suas montadoras pelo mundo e o ano da produção:
• 1982 -1997 Chevrolet Monza (América Latina)
- 1981-1988 Opel Ascona C (Europa, África e alguns países da Ásia)
- 1981-1988 Opel 1604 (Portugal)
- 1981 - 1988 Vauxhall Cavalier Mk II (Reino Unido)
- 1982 - 1989 Holden Camira (Austrália e Nova Zelândia)

## Generalidades
Não se pode confundir o Monza brasileiro com o modelo Coupé fabricado nos Estados Unidos na década de 1970.
O modelo brasileiro, foi lançado como um sedan de luxo, já que a Ford tinha o Del Rey e a GM para esta categoria, tinha apenas o Opala, então precisava de um sedan médio de preço menor, para concorrer diretamente com o sedan da Ford. Com o lançamento do Monza, o Del Rey ficou velho da noite para o dia. O Monza, inicialmente lançado como Hatch e alguns meses depois na versão Sedan, era campeão em aerodinâmica e tecnologia, coisa que na época, poucos carros ofereciam. O mais próximo deste, era o Passat.
O Monza não concorria de início apenas com o Del Rey, mas também passou a competir com o novo (na época) Gol, mesmo este sendo um carro popular, com o Passat, este mais próximo de um esportivo e dos próprios modelos da chevrolet Diplomata e Comodoro.
Em 1984, ganhou um novo concorrente, o Volkswagen Santana, na época, o único carro do mesmo padrão que oferecia a mesma tecnologia e poderia bater de frente com o modelo da marca americana. Mesmo assim, nunca conseguiu ser tão querido (exceto pelos frotistas), quanto o modelo da Chevrolet.
Em 1985, a família poderia ter crescido com o lançamento de sua Perua, mas ficou só no papel. Seria concorrente direta da Quantum.
O Monza, era desejo de muitos, foi apelidado de “O queridinho da Classe Média”, já que era difícil adquirir um carro deste porte na década de 1980 e este impressionava a todos, sendo eleito o carro daquela década.
Em Junho de 90, foi anunciado um novo Monza, mais arredondado, apelidado posteriormente pelos seus proprietários de tubarão. O modelo entrou de cabeça na década de 1990. Tanto que foi exposto no salão do automóvel do Anhembi, em São Paulo.
Seu reinado durou até 1991, quando o presidente Fernando Collor de Mello, abriu as importações e o modelo começou a ficar obsoleto.
O Omega era um de seus concorrentes e mesmo o Monza todo renovado, este parecia mais velho que o modelo trazido da Europa e não pelo acabamento externo, pois os dois eram bastante parecidos e a traseira do Omega era criticada, algo que não acontecia na traseira do Monza. Mas principalmente pelo acabamento interno, já que o painel do Monza morreu do mesmo jeito que nasceu.
Em 1996, com seus dias contados, a Chevrolet tinha a meta de vender 1000 unidades por mês.
Seus concorrentes Santana, Tempra e Versailles, também estavam com os dias contados. Porém o modelo da VW fabricou por mais 10 anos, o da Fiat por mais 3 anos e o da Ford, que na época anunciado que teria uma sobrevida, deixou de existir junto com o modelo da General Motors.
No desmonte após 60000 quilômetros (Quatro Rodas-setembro de 1992), o Monza SL/E 2.0 foi coberto de elogios. "Ele leva o título de campeão de resistência em nossos testes de 60000 quilômetros. Tira, portanto, o troféu que estava com o Gol 1.6 (...). O veículo da GM ganha dianteira por dois aspectos: tecnologia e assistência técnica".
Além do Brasil, o Monza foi vendido em todos os outros países da América do Sul, fazendo sucesso principalmente nos países andinos.
Na Colômbia e na Venezuela (onde também foi produzido) O Monza era comercializado nas versões L, DL, Classic e Hatch S/R.
Apesar de ter saído de linha no Brasil em 1996, o modelo foi vendido até 1997 no Uruguai, Argentina e Chile.

## Versões
- L (1982-1984) - Disponível apenas para o MONZA HATCH 1.6.
- SL (1984-1993) - Motorização 1.8 e 1.8 EFI. O acabamento era simples, se achar algum destes com Travas e Vidros Elétricos, comemore.
- SL/E (1984-1993) - Versão intermediária, fabricada até 1993. Tinha um requinte maior. O estofamento tinha várias opções de escolha, sendo elas vinho, dourado, azul acinzentado, listrado preto e branco. O painel era diferenciado da versão básica.
- S/R (1986-1989) - Versão esportiva, com motorização 1.8 e 2.0. Ambas tinham a relação de câmbio mais curta, o carro ganhava 10s nas retomadas, em relação à versão SL/E. Era equipado com bancos esportivos Recaro®, o Painel tinha fundo vermelho e era disponível nas cores Vermelho, Preto, Branco e Prata. Em certos modelos, era disponível o teto solar, mas algo muito raro, já que não era um equipamento que equipava o Monza. Em 1988, ganhou as lanternas traseiras do Monza Classic SE.
- Classic (1986-1987). Era disponível com motorização 1.8 e 2.0. Trazia ar condicionado de série. Tinha a opção saia e blusa, disponível nas cores (Dourado & Cinza).
- Classic SE (1988-1994) – Modelo mais luxuoso do Chevrolet Monza. Trazia de série na geração antiga: Ar Condicionado, Retrovisores, Vidros, Travas, Porta Malas Elétricos, Regulagem de altura do banco e do volante. Todos eram 4 portas e a lanterna traseira era diferenciada. Na versão antiga, as cores diferenciadas eram (Azul & Cinza, Verde & Cinza, Cinza & Preto). Quando o Monza foi remodelado, a versão Classic permaneceu quase até o seu fim, foi tirada, com o lançamento do Vectra. O automóvel contava com painel digital, algo muito à frente de seus concorrentes e dispunha de motorização MPFI.
- GL (1994-1996) - Substituiu a versão SL em 1994, porém pouco mais equipado que a versão anterior, dispunha de Direção Hidráulica, Travas e Vidros Elétricos de série (inclusive nas 4 portas). O ar condicionado era opcional. Disponível nas motorizações 1.8 e 2.0 (EFI). As rodas eram aro 13’, tendo duas opções de escolha. O estofamento era de excelente qualidade nos bancos, mas os painéis de porta deixavam a desejar, pois a forração em napa estufava. A partir de 1996, todos os Monza GL e GLS eram 4 portas e dotados da motorização 2.0 EFI, no GL em especial, ganhava um novo painel com conta-giros, econometro, que vinha emprestado do Kadett GLS, também ganhava o volante de três raios do Vectra, trocava a luz de teto centralizada pela luz de teto do Astra Belga, mas perdia o refinamento dos bancos de veludo em tom cinza mesclado dos modelos 1994 e 1995, sendo trocado pelo simples banco do Corsa 1996, mas os painéis de porta agora eram de tecido melhorando a qualidade, sendo assim, o modelo GL 1996 melhorava em muitos aspectos em relação ao anterior, mas perdia detalhes que sempre faziam do Monza um carro de luxo, mesmo nas versões básicas, decretando seu fim sendo as últimas três unidades nas cores verde, prata e vinho fabricadas na versão GL 2.0 EFI 4 PORTAS - GASOLINA.
- GLS (1994-1996) – Substituiu a versão SL/E, mas externamente era um Monza Classic SE, mantendo os equipamentos como faróis de neblina, para-choques da cor do carro, lanternas traseiras fume, rodas de liga leve (em 1996, a mesma do Kadett GSi) dando um requinte maior ao acabamento externo. O painel possuía uma grafia diferente das versões SL/E e Classic SE, tendo o fundo cinza, tornando o design mais limpo que os anteriores. Os retrovisores elétricos, porta-malas elétricos, vidro elétrico nas quatro portas eram equipamentos de série. Era possível encontrar algumas versões do Monza GLS sem ar condicionado (se tornando de série em 1996). O volante até 1995, era o de quatro raios, sendo substituído pelo volante do Vectra em 1996. Motorização 2.0 EFI.

Um lote de 226 veículos Monza foram importados da Venezuela em 1989, somente nas séries SL, Classic SE e S/R, todos com motorização 2.0, porém dos 226, apenas 26 era equipados com injeção eletrônica multi-ponto Bosch. Dos restantes, apenas 20 eram com câmbio manual, todo o lote possuíam ar-condicionado de série, e boa parte com revestimento em couro, denominados alguns como "Exclusive".

### Séries especiais
- Clodovil (1984) – Concessionária Itororó, motorização 1.6 e 1.8. Equipado com bancos de couro.
- Conversível (1984-1986) – (Envemo, Sulam ou Souza Ramos)
- 500 E.F. 2.0i (1990) – Idem ao Classic SE, com injeção eletrônica MPFI e apelo esportivo, faz alusão as 500 milhas de Indianápolis, conquistadas pelo piloto brasileiro Emerson Fittipaldi. Trazia computador de bordo de série e teve apenas 5.000 unidades produzidas.
- Barcelona (1992) – Idem ao SL, com novos equipamentos, faz alusão aos Jogos Olímpicos de Barcelona. Motorização 1.8 EFI e 2.0 EFI. Cor: Prata.
- 650 (1992) – Idem ao SL, com alguns equipamentos do SL/E, alusão as 650.000 unidades do Monza. Motorização 2.0 EFI. Disponível nas cores Prata e Vinho.
- Class (1993) – Idem ao SL, com equipamentos do SL/E, disponível na cor Cinza. Motorização 2.0 EFI.
- Hi-Tech (1993-1994) – Limitado a 500 unidades, na cor azul marinho, era um Monza GL 2.0 EFI com alguns diferenciais: 1) Painel Digital da versão CLASSIC SE 2) Freios ABS 3) Rodas aro 13 de liga leve do Monza GL e Kadett GLS 4) Estofamento do Monza Class em cinza claro. 5) Faróis traseiros do Monza GLS e Classic SE. 6) Volante do Monza GLS e Classic SE. 7) Para-choques pretos como o GL, mas a grade frontal era da cor do carro como nos modelos GLS. 8) Não possuía faróis de neblina, assim como os modelos GL. 9) Não possuía luz de cortesia na porta, diferentemente dos modelos Classic SE. 10) Ar condicionado de série.
- Club (1994) – Idem ao GL, com alguns equipamentos do GLS, nas cores Vermelha e Azul, faz alusão a Copa do Mundo de 1994, os tecidos da porta e dos bancos vinham nas cores cinza e vermelho tornando um diferencial para a versão. O painel não possuía conta-giros, mas utilizava o volante do Monza GLS. Ar condicionado opcional. Motorização 2.0 EFI.

## Chevrolet Monza (1991-1996)

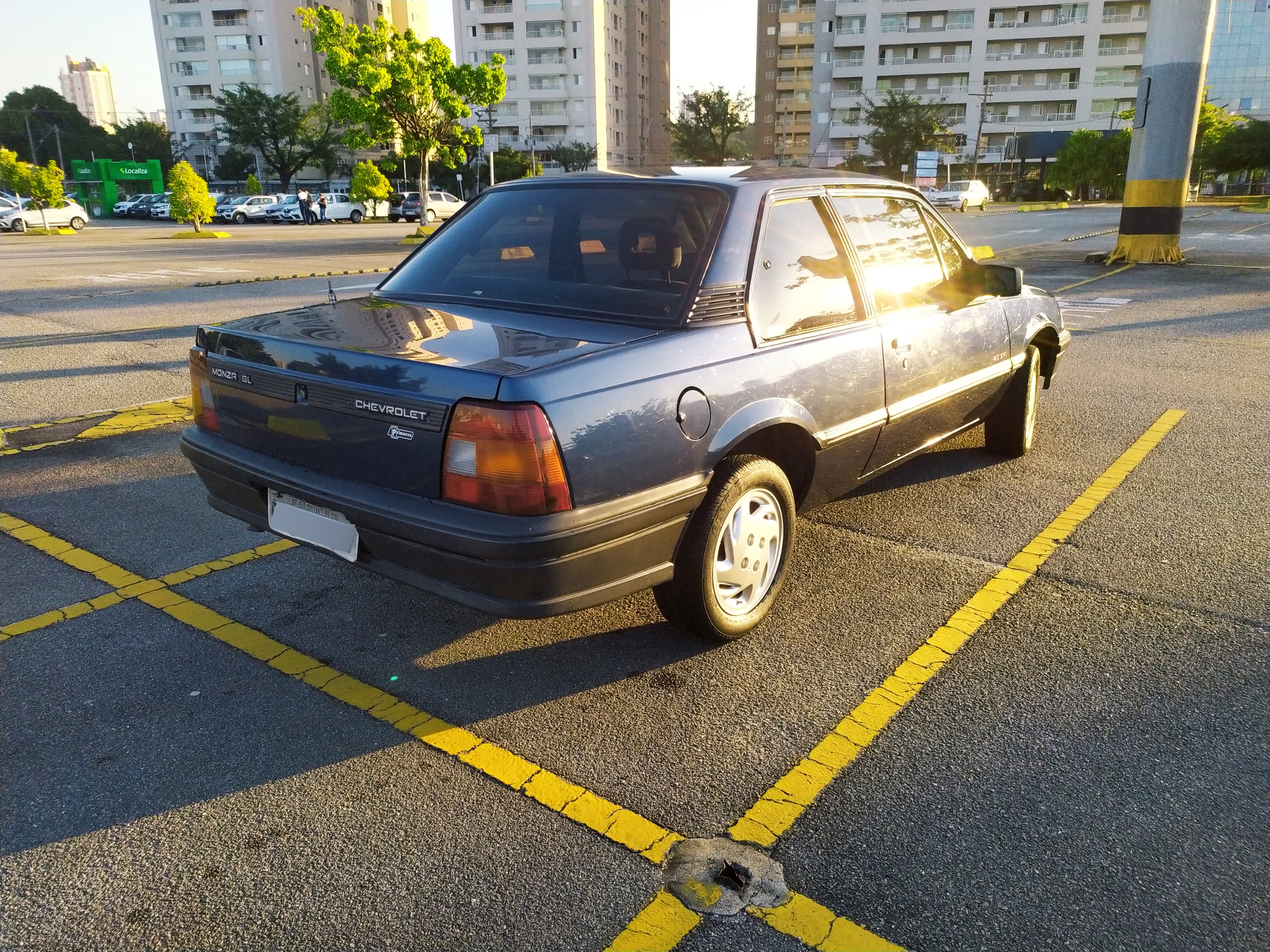
Monza GL 1994/1995 - 2.0 EFI - Álcool - Traseira.

## Chevrolet Monza (1991-1996)[6]

### (1991-1993) - Versões (SL, SL/E e CLASSIC SE)
Lançado no final de 1990 como modelo 1991, as versões iniciais eram SL (básica), SL/E (intermediária) e CLASSIC SE (completo).
Os modelos SL e SL/E poderiam vir com as motorizações 1.8 e 2.0 alimentadas por carburador até a metade de 1991, enquanto a versão CLASSIC SE utilizava apenas o motor 2.0 8V tendo as opções de carburador e injeção eletrônica (EFI e MPFI).
As versões SL/E 1.8 são raríssimas, mas é possível encontrá-las.
A versão automática do MONZA CLASSIC SE vinha acompanhada de injeção eletrônica EFI à gasolina.

### (1994-1996) - Versões (GL e GLS)
Em 1994 foram lançadas as versões GL e GLS seguindo a tendência dos novos modelos CORSA, VECTRA e OMEGA.
Em 1994 foram lançadas as versões GL e GLS seguindo a tendência dos novos modelos CORSA, VECTRA e OMEGA.
A versão GL vinha substituir a versão SL e possuía alguns detalhes da versão SL/E nas motorizações 1.8 e 2.0
A versão GLS vinha para substituir as versões SL/E e Classic SE na motorização 2.0
O Monza GL herdava as rodas do antigo SL, volante e equipamentos do Monza SL/E, sendo de série a Regulagem de altura de volante em cinco posições, direção hidráulica, travas e vidros elétricas, também possuía um belíssimo estofado navalhado em cinza claro e cinza escuro em veludo, no entanto, nos pontos negativos ainda possuía o antigo painel de instrumentos básico sem conta-giros, adotando um grafismo de fundo preto com detalhes em amarelo e ponteiro laranja e o painel de porta do automóvel utilizava o material courvin, que deixava a desejar e estufava com o tempo sendo um problema crônico de acabamento de todos esses modelos.
Equipamentos como ar condicionado poderia ser opcional tanto nas versões 1.8 quanto 2.0.
O Monza GLS externamente era um CLASSIC SE com linhas e cores mais esportivas, herdando suas rodas de liga leve de 14' polegadas (em 1996, adotou as rodas do Kadett GSi que deixou o design do Monza ainda mais bonito), ainda, trazia o painel de instrumentos com novo desenho em relação ao antigo SL/E, agora, com fundo cinza e novos marcadores redesenhados, adotando linhas mais limpas, manteve o computador de bordo, ganhou o volante de quatro raios do Monza Classic SE, faróis de neblina, regulagem de altura do farol, regulagem de altura do banco, vidros, travas, retrovisores e porta-malas elétricos, tecido navalhado em cinza e azul.
Em seu ponto negativo, jamais dispôs de teto solar como seus concorrentes Volkswagen Santana, Ford Escort e Ford Versailles, bem como, algumas versões do Monza GLS não possuíam ar condicionado e também perdeu a luz de cortesia nas portas - presentes inclusive no modelo SL/E.
Em ambos os modelos GL e GLS, o console central foi redesenhado em relação aos antigos modelos, também ganhou cintos de segurança idênticos aos do Vectra, rejuvenescendo o modelo.
O modelo GL possuía apenas a luz de teto central, enquanto o modelo GLS possuía luzes de leitura dianteira e traseira, além da luz de teto central.
O modelo GL não possuía apoios de cabeça traseiro.
O modelo GLS possuía apoio de braço traseiro, enquanto no GL o banco era inteiriço.
O modelo GLS possuía alças de teto para todos ocupantes, enquanto no GL havia alça de teto apenas para o passageiro.
Na linha 1994/1995, o Monza trocou seu câmbio F16 pelo câmbio F18 nas versões 2.0 EFI Álcool tendo um melhor escalonamento, retomadas e acelerações mais rápidas e o consumo foi reduzido, em especial, no trecho de estrada, sendo que o antigo câmbio F16 mantinha o 3.300rpm a 120 km/h enquanto o câmbio F18 trabalha na faixa de 3.000rpm nesta velocidade.
Apesar das fichas técnicas indicarem que as velocidades finais dos Chevrolet Monza serem baixas para um motor 2.0, é possível ver alguns vídeos os quais, o automóvel chega a cerca de 196 km/h quando abastecido com álcool nos modelos 1994/1995/1996 sem modificações.

### 1996 - Último ano de produção
Em 1996 - ano de despedida do automóvel, todos modelos vinham equipados com 4 portas e motorização 2.0 EFI podendo ser abastecida a gasolina (110CV) ou álcool (116CV), mas perdiam um pouco sua identidade, afinal, adotavam os seguintes equipamentos:
- Rodas de liga leve do Kadett GSi (Monza GLS);
- Volante de três raios (Vectra GLS) em ambos os modelos (GL e GLS), perdendo a tarjeta de identificação do modelo, mantendo apenas o emblema da Chevrolet ao centro.
- Luz de teto do Astra GLS - anteriormente, o Monza GL só possuía a luz de teto central que era compartilhada das versões antigas do próprio Chevrolet Monza e presente nas unidades do Chevette DL (1991-1993) e agora possuía apenas a dianteira, enquanto, o Monza GLS possuía luzes de leitura dianteira e traseira similares ao Opala Diplomata SE e luz de teto central do próprio Monza.
- Estofamento e painéis de porta com tecido do Corsa Wind no Monza GL;
- Painel de Instrumentos completo com grafismo cinza escuro, números amarelos e ponteiros brancos, econômetro e conta-giros herdados do Kadett GLS no Monza GL;
- O modelo GLS ganhava um painel em soft-touch com um novo material, sendo redesenhado e sem o borrachão em cima da tampa de porta-luvas dos modelos anteriores;
- O modelo GLS perdia o computador de bordo e agora adotava um relógio digital apenas com a função horas.

O modelo foi retirado do mercado após quatorze anos de produção nacional em razão do lançamento da nova versão do Chevrolet Vectra (B), bem como, as medidas ambientais adotadas pelo Ibama no Proconve L-3 para o ano de 1997, que obrigava todos os veículos leves de passageiros adotarem o catalisador, sendo necessárias mudanças em um modelo que estava próxima a sair de linha, decretando o seu fim em virtude das baixas vendas e baixa procura registrada nos últimos meses de produção do modelo, podendo ser ainda encontradas unidades do Monza nas concessionárias Chevrolet no ano de 1997.
A última unidade do Chevrolet Monza foi produzida na cidade de São Caetano do Sul (SP) em 21.08.1996, sendo uma versão GL, cor prata, tendo disponível na versão 4 portas, motorização 2.0 EFI Gasolina de 110 cavalos e 16,6 kgfm de torque, contando com os seguintes equipamentos: Ar Condicionado, Direção Hidráulica, Painel com Conta-Giros, Travas Elétricas e Vidros Elétricos nas 4 Portas, permanecendo por anos no Museu de Ulbra (RS).

#### FICHA TÉCNICA
CARBURADOR 1.8 e 2.0 (1990/1991)
1.8 GASOLINA - 95cv a 5.800rpm - 14,9kgfm de torque a 3.000rpm - 165 km/h - 12,5s (0-100)  - SL e SL/E
1.8 ÁLCOOL - 95cv a 5.600rpm - 15,1kgfm de torque a 3.000rpm - 170 km/h - 11,5s (0-100) - SL e SL/E
2.0 GASOLINA - 99cv a 5.600rpm - 16,2kgfm de torque a 3.500rpm - 167 km/h - 11,8s (0-100) - SL, SL/E e CLASSIC SE.
2.0 ÁLCOOL - 110cv a 5.600rpm - 17,3kgfm de torque a 3.000rpm -  172 km/h - 11s (0-100) - SL e SL/E
CLASSIC SE (1991/1993)
2.0 GASOLINA (EFI) - 110cv a 5.600rpm - 16,6kgfm de torque a 3.200rpm -  168 km/h - 12,5s (0-100) - CLASSIC SE AUTOMÁTICO (1991/1993)
2.0 GASOLINA (MPFI) - 116cv a 5.400rpm - 17,8kgfm de torque a 3.200rpm -  171 km/h - 10,9s (0-100) - CLASSIC SE 1991
2.0 GASOLINA (MPFI) - 121cv a 5.400rpm - 17,8kgfm de torque a 3.200rpm -  171 km/h - 10,9s (0-100) - CLASSIC SE 1992/1993
1.8 EFI / 2.0 EFI - SL, SL/E, CLASS, BARCELONA e 650 (1991/1993)
1.8 EFI GASOLINA - 98cv a 5.800rpm - 14,6kgfm de torque a 3.600rpm - 170 km/h - 12,5s (0-100)  - SL, SL/E, CLASS, BARCELONA e 650;
1.8 EFI ÁLCOOL - 99cv a 5.600rpm - 16,0kgfm de torque a 3.000rpm - 174 km/h - 12,1s (0-100) - SL, CLASS, BARCELONA e 650;
2.0 EFI GASOLINA - 110cv a 5.600rpm - 16,6kgfm de torque a 3.200rpm - 172 km/h - 11,7s (0-100) - SL/E, CLASS, BARCELONA e 650;
2.0 EFI ÁLCOOL - 116cv a 5.400rpm - 18,0kgfm de torque a 3.200rpm -  178 km/h - 10,9s (0-100) - SL, SL/E, CLASS, BARCELONA e 650;
1.8 e 2.0 EFI - GL, GLS, CLUB e Hi-Tech (1994/1996)
1.8 EFI GASOLINA - 98cv a 5.800rpm - 14,6kgfm de torque a 3.600rpm - 172 km/h - 12s (0-100)  - GL.
1.8 EFI ÁLCOOL - 99cv a 5.600rpm - 16,0kgfm de torque a 3.000rpm - 175 km/h - 11,5s (0-100) - GL.
2.0 EFI GASOLINA - 110cv a 5.600rpm - 16,6kgfm de torque a 3.200rpm - 177,4 km/h - 10,8s (0-100) - GL, GLS, Club e Hi-Tech;
2.0 EFI ÁLCOOL - 116cv a 5.400rpm - 18,0kgfm de torque a 3.200rpm -  183,1 km/h - 10,2s (0-100) - GL e GLS.
MONZA GLS AUTOMÁTICO
2.0 EFI GASOLINA - 110cv a 5.600rpm - 16,2kgfm de torque a 3.500rpm - 168 km/h - 12,5s (0-100) - GLS.
2.0 EFI ÁLCOOL - 116cv a 5.400rpm - 18,0kgfm de torque a 3.200rpm -  177 km/h - 11,3s (0-100) - GLS.

### Versões Especiais
BARCELONA (1992)
- Edição comemorativa em alusão aos Jogos Olímpicos de Barcelona em 1992;
- Motores 1.8 EFI e 2.0 EFI;
- 2 e 4 Portas;
- Exclusivo na cor prata;
- Modelo-base: MONZA SL;
- Direção Hidráulica;
- Travas Elétricas;
- Vidros Elétricos (Opcional);
- Ar Condicionado (Opcional);
- Painel de Instrumentos básico sem conta-giros com grafismo do Monza SL;
- Volante de dois raios (Monza SL, SL/E e GL) com logo da Chevrolet em vermelho;
- Regulagem de altura do volante;
- Interior cinza claro;
- Estofamento em veludo cinza claro com tecido navalhado em azul, amarelo e vermelho;
- Apoios de cabeça traseiro;
- Painéis de porta em cinza claro, com tecido dos bancos e luz de cortesia;
- Roda de Liga Leve 13' (Rodas do Kadett GLS, presente nos modelos Barcelona, 650, Class, Club, Hi-Tech e opcional no GL);
- Para-choques em preto;
- Grade dianteira na cor do carro (prata);
- Pisca dianteiro transparente;
- Lanterna traseira fumê (Monza Classic SE);
- Retrovisor da cor do carro (prata);
- Faixas laterais e traseiras em vermelho, amarelo e azul indicando a versão BARCELONA.

650 (1993)
- Edição comemorativa das 650.000 unidades do Monza produzidas;
- Motores 1.8 EFI e 2.0 EFI;
- 2 e 4 Portas;
- Exclusivo na cor vinho;
- Modelo-base: MONZA SL;
- Direção Hidráulica ;
- Vidros e Travas Elétricas;
- Ar Condicionado (Opcional);
- Painel de Instrumentos básico sem conta-giros com grafismo do Monza SL;
- Volante de dois raios (Monza SL, SL/E e GL) com logo 650 em dourado;
- Regulagem de altura do volante;
- Interior preto;
- Estofamento em veludo preto com tecido navalhado do Monza Barcelona;
- Apoios de cabeça traseiro;
- Painéis de porta em courvin idênticos ao MONZA SL/GL;
- Roda de Liga Leve 13' (Rodas do Kadett GLS, presente nos modelos Barcelona, 650, Class, Club, Hi-Tech e opcional no GL);
- Para-choques em preto;
- Grade dianteira em cor preto;
- Pisca dianteiro âmbar;
- Lanterna traseira tricolor (Monza SL e SL/E);
- Retrovisor da cor preto;
- Faixa lateral indicando a versão 650 em dourado.

CLASS (1993)
- Edição especial
- Motor 2.0 EFI;
- 2 e 4 Portas;
- Exclusivo na cor cinza chumbo;
- Modelo-base: MONZA SL;
- Direção Hidráulica ;
- Travas e Vidros Elétricos;
- Ar Condicionado (Opcional);
- Painel de Instrumentos básico sem conta-giros com grafismo do Kadett SL;
- Volante de quatro raios (Monza Classic SE e Monza GLS) com logo CLASS em branco;
- Regulagem de altura do volante;
- Interior cinza claro;
- Estofamento em veludo cinza claro com tecido navalhado em cinza escuro e azul marinho;
- Apoios de cabeça traseiro;
- Painéis de porta em cinza claro, com tecido dos bancos e luz de cortesia
- Roda de Liga Leve 13' (Rodas do Kadett GLS, presente nos modelos Barcelona, 650, Class, Club, Hi-Tech e opcional no GL);
- Para-choques em preto;
- Grade dianteira da cor do carro (cinza);
- Pisca dianteiro transparente;
- Lanterna traseira fumê (Monza Classic SE);
- Retrovisor da cor do carro (cinza);
- Faixas laterais e traseiras em vermelho, amarelo e azul indicando a versão BARCELONA;

CLUB (1994)
- Edição comemorativa em alusão a Copa do Mundo FIFA 1994;
- Motor 2.0 EFI;
- 4 Portas;
- Exclusivo na Azul Strauss e Vermelho Schumann;
- Modelo-base: MONZA GL;
- Direção Hidráulica ;
- Travas e Vidros Elétricos;
- Ar Condicionado (Opcional);
- Painel de Instrumentos básico sem conta-giros com grafismo do Monza GL 1994 com números em amarelo;
- Volante de quatro raios (Monza Classic SE e Monza GLS) com logo CLUB em vermelho;
- Regulagem de altura do volante;
- Interior na cor preto;
- Estofamento em veludo cinza claro com tecido navalhado em vermelho e azul;
- Apoios de cabeça traseiro;
- Painéis de porta em preto, com tecido dos bancos;
- Roda de Liga Leve 13' (Rodas do Kadett GLS, presente nos modelos Barcelona, 650, Class, Club, Hi-Tech e opcional no GL) no Monza Club Vermelho;
- Roda de Liga Leve 14' (Idênticas as rodas do Monza Classic SE e Monza GLS até 1995) no Monza Club Azul;
- Para-choques em preto com friso vermelho (vermelho) ou friso prata (azul);
- Grade dianteira da cor do carro (azul ou vermelho)
- Pisca dianteiro transparente;
- Lanterna traseira fumê (Monza Classic SE) no modelo cor azul;
- Lanterna traseira tricolor (Monza GL) no modelo cor vermelho;
- Retrovisor da cor do carro (azul ou vermelho);
- Faixas laterais com logo 2.0 EFI e traseiras com logo da Copa do Mundo 1994 escrito MONZA CLUB e CHEVROLET com certa esportividade;

Hi-Tech (1994)
- Edição especial limitada a 500 unidades;
- Motor 2.0 EFI;
- 4 Portas;
- Exclusivo na cor Azul Strauss;
- Modelo-base: MONZA GL e MONZA CLASSIC SE;
- Freios ABS;
- Direção Hidráulica ;
- Travas, Vidros, Retrovisores e Porta-malas elétricos;
- Ar Condicionado;
- Computador de bordo;
- Painel de Instrumentos digital idêntico ao Kadett GSi e Monza Classic SE;
- Volante de quatro raios (Monza Classic SE e Monza GLS) com logo Hi-Tech em verde;
- Regulagem de altura do volante;
- Interior cinza claro idêntico ao Monza Class;
- Estofamento idêntico ao Monza Class;
- Apoios de cabeça traseiro;
- Painéis de porta idêntico ao Monza Class;
- Roda de Liga Leve 13' (Rodas do Kadett GLS, presente nos modelos Barcelona, 650, Class, Club, Hi-Tech e opcional no GL);
- Para-choques em preto;
- Grade dianteira da cor do carro (azul);
- Pisca dianteiro transparente;
- Lanterna traseira fumê (Monza Classic SE);
- Retrovisor da cor do carro (cinza);
- Faixas laterais indicando a versão Hi-Tech em verde claro, adesivo traseiro ABS em verde claro, logo CHEVROLET em prata e 2.0 EFI em vermelho, ambos na parte traseira do automóvel.

### Catálogos das Versões Especiais

#### Acabamentos

##### Concorrentes, marketing e vendas
No segundo semestre de 1990, ainda com as importações fechadas, o mercado brasileiro ainda contava com automóveis extremamente defasados como o Ford Del Rey (1981-1991), Chevrolet Opala (1968-1992), Chevrolet Chevette (1973-1993), a Autolatina começava a agir e lançava dois modelos três volumes  Volkswagen Apollo (1990-1992) e Ford Verona (1990-1993 - primeira geração) baseados no Ford Escort lançado em 1987, reestilizava o Volkswagen Voyage para o ano seguinte, enquanto a FIAT ainda possuía desconfiança do público em seus modelos, possuindo no mercado de três volumes apenas o Fiat Prêmio lançado em 1985, sendo que o design desse automóvel serviu para inspiração para a reestilização do Chevrolet Monza segundo declaração do próprio presidente da General Motors do Brasil naquela época, sendo lançado no final desde ano como modelo 1991.
Com o lançamento do novo Chevrolet Monza obrigou seu principal concorrente, o Volkswagen Santana a passar por uma reestilização poucos meses depois, em 1991, sendo que ambos os modelos mostravam-se totalmente modernos frente aos concorrentes citados acima, mesmo que ainda usassem a plataforma de suas gerações anteriores, sendo que o Volkswagen ainda trazia um interior totalmente redesenhado, ao contrário do Chevrolet que mantinha o mesmo painel de instrumentos, mas mudava alguns detalhes internos nos painéis de porta do seu produto, por fim, o Monza manteve-se como líder de mercado após sua reestilização vendendo 59.030 unidades no ano de 1991.
Em 1992, Ford e Fiat precisavam lançar produtos à altura dos líderes de mercado da Chevrolet e Volkswagen, assim sendo, a montadora americana utilizou toda a base do Volkswagen Santana para lançar o Ford Versailles que trazia um novo desenho externo, emblemas e o padrão de acabamento Ford, mas nunca foi um sucesso de vendas, enquanto a montadora italiana lançava o quase bem sucedido Fiat Tempra que demonstrava ser um modelo mais tecnológico que todos os seus outros concorrentes, mas que em um curto prazo, apresentou inúmeros defeitos mecânicos que lhe acompanharam até o fim de sua produção.
Neste ano, o Chevrolet Monza pela primeira vez teve um sinal de alerta, pois, apesar da reestilização feita no final de 1990, o modelo e seu principal concorrente da época Volkswagen Santana enfrentaram a abertura das importações e o fator novidade dos novos Fiat Tempra e Chevrolet Omega - que substituía o Chevrolet Opala, ocasionando uma baixa nas vendas do líder de mercado para 54.305 unidades vendidas, ainda mantendo-se em primeiro lugar.
Em 1993 é lançado o Chevrolet Vectra (lançado na Alemanha em 1988), o modelo era um produto intermediário entre Monza e Omega, bem como, substituía a versão de topo CLASSIC SE do modelo mais antigo, agora sendo produzidas as versões SL e SL/E, no entanto, o Chevrolet Monza reagiu, manteve-se como líder de mercado e vendeu 66.664 unidades, ano que mais vendeu em sua segunda geração.
Em 1994, chegavam os novos Monza GL e Monza GLS, acompanhando a nomenclatura dos novos Chevrolet Corsa, Chevrolet Vectra e Chevrolet Omega, a denominação dos modelos também se estendeu ao hatch médio Chevrolet Kadett, aposentando os antigos SL e SL/E.
O lançamento do MONZA 1994 foi histórico graças ao Departamento de Marketing da General Motors que levou um Chevrolet Monza GLS ao topo do Pico do Corcovado, na cidade de Ubatuba (SP), sendo muito bem aceito pelos consumidores do automóvel, foi revelado mais tarde, que o modelo foi desmontado, para que o helicóptero pudesse levá-lo até o local.
Em 1994, as vendas do modelo foram um sucesso, alcançando 62.994 vendidas, no entanto, em 1995, o modelo registrou queda nas vendas com 31.924 unidades vendidas, sendo que pela primeira vez foi ultrapassado por seu histórico concorrente, o Volkswagen Santana, indicando uma queda brusca e com a chegava do Novo Vectra, em 1996, assim vendendo apenas 10.973 unidades, quando foi retirado de linha em 21 de agosto de 1996, sendo possível encontrar unidades 0KM do Monza em concessionárias no ano de 1997.
Seus concorrentes diretos, inicialmente, era o Volkswagen Santana que se atualizou alguns meses após o líder de mercado da Chevrolet, no entanto, o Volkswagen Santana era utilizado para concorrer com os novos Chevrolet Vectra 2.0 MPFI (fabricado a partir de 1993) e Chevrolet Omega 2.0 MPFI (1992/1994) e 2.2 MPFI (1995/1998), deixando que o Chevrolet Monza tivesse como seus concorrentes diretos o Volkswagen Logus (1993-1996) e Ford Verona (1993-1996), sendo que o VW Logus concorria diretamente com o Monza 2 portas, Ford o Verona concorria diretamente com o Verona 4 portas e o Ford Versailles (1992-1996), sendo este último, um Volkswagen Santana com características Ford.
O Fiat Tempra foi um concorrente direto do Chevrolet Monza em sua versão 2.0 8v, no entanto, o modelo da Fiat por ser mais tecnológico e possuir um preço de mercado superior ao GM, concorria em sua versão 16v com o Chevrolet Vectra e em sua versão Turbo com o Chevrolet Omega.
O Chevrolet Monza ainda sim, conseguia adquirir possíveis compradores de modelos menores como Ford Escort, Volkswagen Voyage e Fiat Prêmio, em razão de seu consagrado posicionamento de mercado.

## Motorização e desempenho (1982-1996)
1.6 (Hatch/Sedan) (1982-1983)
- Potência: 75 CV a 5.600 rpm  (gasolina) e 72 CV a 5.200 rpm (álcool)
- Torque: 12,4 kgfm a 3.000 rpm (álcool) 12,6 kgfm a 2.600 rpm (álcool)
- Velocidade Máxima: 148 km/h (gasolina) e151 km/h (álcool)
- Aceleração: 17s (gasolina) e 16,44 s (álcool)

1.8 (Hatch/SL) – (1983-1986)
- Potência: 86cv a 5.400 rpm (gasolina) e 87cv a 5200 rpm (álcool)
- Torque: 14,5 kgfm a 3.100 rpm (gasolina) e 15,2 kgfm a 3.100 rpm (álcool)
- Velocidade Máxima: 159 km/h (gasolina) e 160,7 km/h (álcool)
- Aceleração: 14,08s (gasolina) e 13,1s (álcool)

1.8 (SL/SLE/Classic) – (1987-1990)
- Potência: 95cv a 5.800 rpm (gasolina) e 96cv a 5.600 rpm (álcool)
- Torque: 14,3 Kgfm a 3.000 rpm (gasolina) e 15,1 Kgfm a 3.000 rpm (álcool).
- Velocidade Máxima: 165,3 km/h (gasolina) e 162,6 km/h (álcool)
- Aceleração: 12,5s (gasolina) e 12,8s (álcool)

1.8 (S/R – Álcool) – (1986-1988)
- Potência: 106cv a 5.600 rpm
- Torque: 15,6 kgfm a 4.000 rpm
- Velocidade Máxima: 180 km/h
- Aceleração: 11s

1.8 EFi (SL/GL/BARCELONA/CLASS/650) (1991-1996)
- Potência: 98cv a 5.800 rpm (gasolina) e 99cv a 5.600 rpm (álcool)
- Torque: 14,6 kgfm a 3.600 rpm (gasolina) e 16,0 kgfm 3.000 rpm (álcool)
- Velocidade Máxima: 172 km/h (gasolina) e 174 km/h (álcool)
- Aceleração: 12,5 (gasolina) e 12,1s (álcool).

2.0 (SL/SLE/CLASSIC/CLASSIC SE) – (1987-1990)
- Potência: 99cv a 5.600 rpm (gasolina) e 110cv a 5.600 rpm (álcool)
- Torque: 16,2 kgfm a 3.500 rpm (gasolina) e 17,3 kgfm a 3.000 rpm (álcool)
- Velocidade Máxima: 165,3 km/h (gasolina) e 168,7 km/h (álcool)
- Aceleração: 11,98s (gasolina) e 11s (Álcool)

2.0 (S/R – Álcool) – (1987-1989)
- Potência: 110cv a 5.600 rpm
- Torque: 17,3 kgfm a 3.000 rpm.
- Velocidade Máxima: 178 km/h
- Aceleração: 11,08s

2.0 EFi (SL/SLE/BARCELONA/HI-TECH/CLASS/CLUB/CLASSIC SE/GL/GLS) – (1991-1996)
- Potência: 110cv a 5.600 rpm (gasolina) e 116cv a 5.400 rpm (álcool).
- Torque: 16,6 kgfm a 3.200 rpm  (gasolina) e 18,0 kgfm 3.200 rpm (álcool).
- Velocidade Máxima: 177,4 (gasolina) e 183,1 km/h (álcool).
- Aceleração: 10,8s (gasolina) e 10,2s (álcool).

2.0 MPFi (500 EF – Gasolina) – (1990)
- Potência: 116cv a 5.600 rpm
- Torque: 17,8 mkgf a 3000 rpm
- Velocidade Máxima: 187 km/h
- Aceleração: 10,3s

2.0 MPFi (CLASSIC SE – Gasolina) – (1991)
- Potência: 116cv a 5 400 rpm
- Torque: 17,6 mkgf a 3 000 rpm
- Velocidade Máxima: 171 km/h
- Aceleração: 10,7s

2.0 MPFi (CLASSIC SE – Gasolina) – (1992-1993)
- Potência: 121cv a 5 400 rpm
- Torque: 17,6 mkgf a 3 000 rpm
- Velocidade Máxima: 182 km/h
- Aceleração: 10,7s

Câmbio: dianteiro, transversal, alavanca de mudanças no assoalho, cinco marchas à frente sincronizadas (manual) ou três marchas à frente (automática). Procedência: manual (lsuzu, Japão), automática (Hidramatic Division, EUA)
- 4 Marchas (1982)
- 5 Marchas (1983-1996)
- Automático 3 Marchas (1985-1995)

## Vendas
- 857 810 modelos vendidos no Brasil entre 1982 e 1996.[2]

Modelo Antigo (571.920)
- 1982 - 33745
- 1983 - 55090
- 1984 - 70577
- 1985 - 75240
- 1986 - 81960
- 1987 - 53460
- 1988 - 70575
- 1989 - 75749
- 1990 - 55412

Modelo Novo (285.890)
- 1991 - 59030
- 1992 - 54305
- 1993 - 66664
- 1994 - 62994
- 1995 - 31924
- 1996 - 10973